# 김권
김권 (1989년 5월 16일 ~ )은 배우이다. 
- 2010년 북아메리카 🇺🇸 미국 로스앤젤레스 이민 하였고 로스앤젤레스 연극 배우 데뷔 하였다.
- 2011년 아시아 대한민국 🇰🇷 서울특별시 돌아온 뒤 2011년 《나도, 꽃!》을 통해 정식 데뷔하였다.

## 학력
- 동국대학교 연극영화과

## 출연작

### 드라마
- 《나도, 꽃!》 (2011년, MBC)
- 《영광의 재인》 (2011년, KBS2)
- 《KBS 드라마 스페셜 연작 시리즈 - 소녀탐정 박해솔》 (2012년, KBS2) - 민수영 역
- 《우리가 결혼할 수 있을까》 (2012년, JTBC)
- 《가시꽃》 (2013년, JTBC) - 강성민 역
- 《밀회》 (2014년, JTBC) - 신우성 역
- 《불꽃 속으로》 (2014년, TV조선) - 어린 박태형 역
- 《사랑만 할래》 (2014년, SBS) - 축구선수 역
- 《풍문으로 들었소》 (2015년, SBS) - 윤제훈 역
- 《귀신 보는 형사 처용 2》 (2015년, OCN) - 한태경 역
- 《달콤살벌 패밀리》 (2015년, MBC) - 이준석 역
- 《끝에서 두번째 사랑》 (2016년, SBS) - 차수혁 역
- 《공항 가는 길》 (2016년, KBS2) - 최제아 역
- 《보이스》 (2017년, OCN) - 모태구를 담당한 정신병원 의사 역
- 《맨홀 - 이상한 나라의 필》 (2017년, KBS2) - 교회오빠 역
- 《크리미널 마인드》 (2017년, tvN) - 강호영 역
- 《마녀의 법정》 (2017년, KBS2) - 백민호 역
- 《같이 살래요》 (2018년, KBS2) - 최문식 역
- 《사이코메트리 그녀석》 (2019년, tvN) - 강성모 역
- 《레버리지: 사기조작단》(2019년, TV조선) - 로이 류 역
- 《나빌레라》 (2021년, tvN) - 양호범 역
- 《국민사형투표》 (2023년, SBS) - 이민수 역
- 《이 연애는 불가항력》 (2023년, JTBC) - 이현서 역
- 《24시 헬스클럽》 (2025년, KBS2) - 이로이(이봉원) 역

### 영화
- 《마이 라띠마》 (2013년) - 호빠 3 역
- 《명왕성》 (2013년) - 한명호 역
- 《응징자》 (2013년) - 어린 이준석 역
- 《순정》 (2016년) - 영일 역

## 수상 및 후보
| 연도 | 시상식       | 부문        | 작품        | 결과 |
| ---- | ------------ | ----------- | ----------- | ---- |
| 2018 | KBS 연기대상 | 남자 신인상 | 같이 살래요 | 수상 |